# Кип (мифология)
Кип — римский герой, легенду о котором приводят Овидий и Валерий Максим и которая связана со знаком на римских воротах (porta Raudusculana, которые находились между Porta Naevia и Porta Lavernalis, из них вела дорога на Остию).
Согласно Валерию Максиму, претору Генуцию Кипу, когда он выходил из римских ворот во главе войска, привиделось, что у него на голове выросли рога, и ему было предсказано, что он станет царём, когда вернётся в город. Тогда он немедленно обрёк себя на вечное изгнание, в ознаменование чего у ворот была поставлена медная рогатая голова («раудускула»).
Согласно же Овидию, рога выросли у Кипа, когда он возвращался победителем; и гаруспик, гадая по внутренностям жертв, предсказал ему царскую власть, но он поклялся умереть в изгнании. Эти рога были видны всему народу, и было решено дать ему столько земли, сколько можно обвести плугом с парой волов за день, и повесить изображение рогов над дверью.
Плиний Старший сравнивает рассказы об Актеоне и о Кипе (Cippus).